# Toronto Raptors
Toronto Raptors là một đội bóng rổ chuyên nghiệp của Canada ở Toronto, Ontario. Raptors tham dự giải Giải bóng rổ Nhà nghề Mỹ (NBA). Đội được thành lập năm 1995, cùng với Vancouver Grizzlies, là một phần của NBA ở Canada. Khi Grizzlies chuyển đến Memphis, Tennessee để trở thành Memphis Grizzlies, Raptors trở thành đội bóng của Canada duy nhất ở NBA. Họ thường chơi các trận đấu sân nhà ở Scotiabank Arena, nơi họ dùng chung với Toronto Maple Leafs của giải khúc côn cầu nhà nghề Bắc Mỹ (NHL)
Đội có 1 lần vô địch NBA sau khi đánh bại Golden State Warriors 4-2 trong trận chung kết NBA Finals 2019